# Cheiron Studios

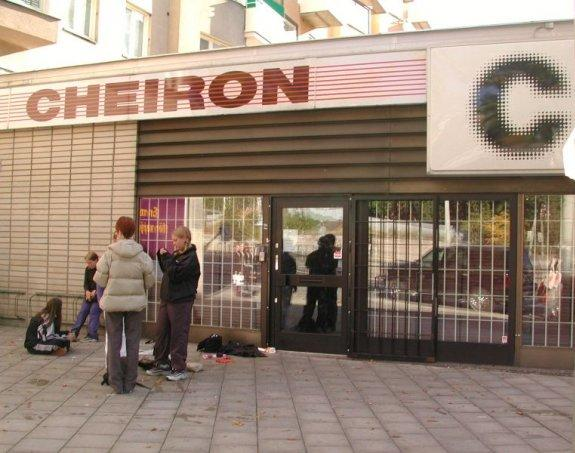
La façade du studio en 2000.

Cheiron Studios est un studio d'enregistrement basé à Stockholm, qui a été fondé en 1992 par Denniz Pop (1963-1998) et Tom Talomaa, des producteurs connus pour avoir travaillé avec Backstreet Boys, Robyn, Boyzone, NSYNC, Dana Dragomir et Britney Spears. Par extension, Cheiron Studios est également un label, Cheiron Records. À la mort de Denniz Pop, Max Martin reprend un temps le label puis le ferme en 2000 pour créer Location Songs (en).